# Пирокластичен поток
Пирокластичните потоци са бързо движещи се потоци от свръхнагорещени скали, тефра, сажди и токсични газове. Те се образуват по време на експлозивни вулканични изригвания и могат да достигнат скорост до 750 km/h и температура от 1000 градуса. Пирокластичните потоци обикновено се разпространяват напред и настрани под действието на гравитацията. Скоростта им зависи от плътността на облака, силата на изригването и наклона на склона. Те са едно от най-опасните събития по време на вулканично изригване.

## Причини
Има няколко събития по време на вулканично изригване, които могат да доведат до образуването на пирокластичен поток:
1. Срутване на ерупционната колона при плинийски изригвания предизвиква най-опасните пирокластични потоци. Те могат да достигнат свръхзвукови скорости от над 1200 километра в час. През 79 г. при изригването на Везувий 6 пирокластични потока помитат градовете Помпей, Херкулан, Оплонтис и Стабии и убиват над 2000 души. При плинйско изригване материалът изхвърлян от отдушника затопля околния въздух и ерупционната колона се издига чрез конвекция. Ако издигналата се колона не е в състояние да нагрява околния въздух до определена степен, конвекционните течения не са в състояние да издигат колоната нагоре и тя се свлича по склоновете на вулкана.
2. Срутване на ерупционната колона при вукански изригвания, като това при изригването на Суфриер Хилс през 1993, също може да породи пирокластични потоци. Тук в определен момент стълбът от пепел, който интензивно изхвърля разтопени скали и пепел става твърде тежък, за да се поддържа във въздуха и се свлича по склоновете на вулкана с няколкостотин километра в час.
3. Срутване на купол от лава, като при изригването на Пеле през 1902 година, също може да задейства пирокластичен поток. Процесът трае няколко месеца и понякога не дава знаци за предстоящо бедствие. В кратера на вулкана изригва много гъста лава и постепенно издига лавов купол, който може да се извиси на стотици метри. В един момент куполът става нестабилен и се срутва по склоновете със стотици километри в час.
4. Свлачище, като това при изригването на Света Елена, може да доведе до изригване на магма и пораждане на поток. Тук изригващата магма и създаденият облак от пепел изригва странично повличайки милиони тонове отломки и задейства пирокластичен поток.

## Характеристики
Пирокластичните потоци имат няколко смъртоносни характеристики и някои от тях зависят от интензивността и силата на изригването. Температурата на пирокластичните потоци може да варира в интервал от 100 до 1300 градуса. Една тухлена сграда лесно би била срината от пирокластичен поток от среден мащаб, като този от Пинатубо, който достига температура от около 300 градуса. При изригване като това на Кракатау през 1883 г. обаче потокът може да достигне температура от над 1100 градуса. Скоростта на пирокластичните потоци също е от значение при изригването. Тя зависи от количеството отломки и силата на изригването. Болид от Формула 1 лесно може да бъде погълнат от поток, като от Света Елена, който достига скорост от 240 km/h. Но при най-големите познати вулканични изригвания потокът може да достигне свръхзвукови скорости от над 1200 километра в час. Обемът на пирокластичните потоци варира от няколкостотин m³ до повече от 1000 km³. По-големите от тях могат да изминат стотици километри преди да утихнат. Такива потоци се случват обикновено само при Суперизригвания. За сравнение обикновените пирокластични потоци изминават не повече от 20 километра. Пирокластичните потоци не убиват чрез изгаряне, а чрез свръхнагорещения газ. Ако се вдиша, той на практика разрушава дихателната система и втечнява белите дробове. Понякога тези потоци са убивали стотици и дори хиляди души. През 79 г. например Везувий отприщва пирокластични потоци, които унищожават градовете Помпей и Херкулан и убиват над 2000 души. През 1902 г. лавовият купол на върха на вулкана Пеле се срутва и поражда пирокластичен поток, който разрушава град Сен Пиер и убива около 30 000 души. При изригването на Света Елена през 1980 г. 57 души загиват, когато северният склон на вулкана се свлича и предизвиква огромен пирокластичен поток.

### Взаимодействие с вода
Проучванията на колосалното изригване на Кракатау през 1883 г. доказват, че пирокластичните потоци могат да преминат обширни водни басейни без да утихнат. Потокът генериран от огромната експлозия достига крайбрежието на Суматра, което се намира на 48 километра от вулкана. Взаимодействието на пирокластичните потоци с вода може да задейства цунами. Това също е доказано от изригването на Кракатау, което предизвиква цунами с височина над 30 метра. То залива крайбрежията на Ява и Суматра. То било последвано от серия от по-малки вълни, достигащи височина до 10 метра.

### Ефект върху Ландшафта
Пирокластичните потоци могат да променят ландшафта в районите около отдушника. При изригването на Везувий през 79 г. пирокластичният поток, който погребва Помпей, добавя почти 100 метра земя по южното крайбрежие на Неаполитанския залив. Понякога потоците могат да взаимодействат с местни образувания, като планини и низини.
При изригването на Света Елена през 1980 г. образувалият се пирокластичен поток преминава през водни басейни и възвишения и това оказва влияние върху разпространението на звуковите вълни. Особеното е, че някои хора са чули изригването чак в Канада, но живеещите в Сиатъл на десетина километра от вулкана не са чули нищо.